# Giorgio Ferrara
Giorgio Ferrara (Roma, 19 de gener de 1947 - 18 de maig de 2023) va ser un director de cinema i director artístic italià.

## Biografia
Fill de Maurizio i de Marcella De Francesco (i germà gran de Giuliano), de 1958 a 1961 va viure a Moscou, on el seu pare era corresponsal de l'Unità.
Va començar la seva carrera com a director de teatre, inicialment com a ajudant de Luca Ronconi, després dirigint pel seu compte obres d'autors com Carlo Bernari, Luigi Pirandello, August Strindberg, Francesca Sanvitale, Carlo Goldoni, Enzo Siciliano, Franca Valeri, Natalia Ginzburg, Cesare Musatti, Corrado Augias, amb actors com Adriana Asti (que es va convertir en la seva dona el 1982), Valeria Moriconi, Andrea Giordana, Franco Citti, Gato Barbieri, Paolo Bonacelli, Ilaria Occhini, Ugo Pagliai.
Per al cinema, va dirigir Un cuore semplice (premi especial al David di Donatello 1977 i Nastro d'argento a la millor direcció novell) i Tosca e altre due.
També va ser director d'òperes amb l'Orquestra Simfònica Giuseppe Verdi de Milà.
Del 2003 al 2007 va dirigir l'Institut Italià de Cultura de París; i del 2007 al 2020 el Festival dei Due Mondi.
Va morir el 18 de maig de 2023 a Roma a l'edat de 76 anys.

## Filmografia

### Cinema
- Un cuore semplice (1977)
- L'addio a Enrico Berlinguer – documental (1984)
- Caccia alla vedova (1991)
- Tosca e altre due (2003)

### Televisió
- Addavenì quel giorno e quella sera – sèrie de televisió (1979)
- L'uomo che ho ucciso –telefilm (1996)
- Avvocati – sèrie de televisió (1998)